# Effet déterministe
Un effet déterministe est un effet des rayonnements ionisants néfaste à la santé. Il résulte de dommages irréparables sur l'ADN causés par une dose importante d'irradiation ; cela entraîne la mort de nombreuses cellules.

Contrairement à un effet stochastique, un effet déterministe apparaît de façon certaine quand le seuil limite de rayonnements sur un tissu donné est dépassé, et en général peu de temps après l'irradiation. Au-delà du seuil, l'importance et la gravité des symptômes augmentent en fonction de la dose reçue. Les symptômes  peuvent être généralisés ou localisés.

Les symptômes sont normalement précoces, mais peuvent chez certaines personnes se révéler après un délai plus important. De plus, l'effet déterministe subi n’empêche pas de subir en complément aussi un effet stochastique à long terme.
Les effets déterministes sont normalement indiqués en grays (dose absorbée) plutôt qu'en sievert (dose équivalente), la validité des coefficients de pondération de la CIPR pour la conversion n'étant pas garantie pour ces effets. Ceci implique toutefois de préciser la nature du rayonnement (gamma, béta) et l'organe considéré.

## Effets précoces

### Cas d'une exposition généralisée
Les effets déterministes liés à une exposition importante et généralisée sur l'organisme entier correspondent au Syndrome d'irradiation aiguë.
L'évolution d'une telle exposition se déroule en quatre phases :
- Une phase prodromique
- Une phase de latence
- Une phase critique
- Une phase de récupération.

Dans le cas d'une exposition importante, la dose létale DL50/60 (dose pour laquelle 50 % des individus décèdent au bout de 60 jours en l'absence de traitement) est de 3 à 5 Gy pour un individu.

### Cas d’une exposition localisée
Cela concerne le plus souvent les extrémités et particulièrement les mains (sources saisies accidentellement à mains nues, radiodermite...). Les symptômes observés sont donc principalement cutanés (brûlure radiologique pouvant aller jusqu'à la nécrose).
| Symptômes cutanés |                      |            |           |                          |                                   |            |
| Doses             | 1 à 3 Gy             | 4 à 5 Gy   | 5 à 12 Gy | 12 à 15 Gy               | 15 à 20 Gy                        | 25 à 30 Gy |
| Symptômes         | Affinement des poils | Dépilation | Erythème  | Œdème / Épidermite sèche | Phlyctène / Épidermite exsudative | Nécrose    |

Ces lésions sont très longues à guérir, plusieurs mois voire des années. Dans le cas de nécroses, celles-ci peuvent continuer à s'étendre longtemps après l'irradiation.

### Cas des gonades
Les gonades sont des organes très sensibles.
Les rayonnements ionisants interfèrent en particulier avec la spermatogenèse chez l'homme et le nombre d'ovocytes chez la femme.
Les femmes plus âgées sont plus sensibles aux rayonnements ionisants.
| Testicules | > 0,15 Gy  | Stérilité temporaire |
| Testicules | 3,5 - 6 Gy | Stérilité permanente |
| Ovaire     | 2,5 - 6 Gy | Stérilité permanente |

## Effets tardifs
1/ Effets somatiques : concernant l'individu exposé :
- Baisse de la durée de vie: Elle est expliquée par des altérations progressives des petits vaisseaux et une microfibrose des espaces intercellulaires. Elle a été prouvée chez les victimes d'Hiroshima
- Cataracte radioinduite: surtout avec les neutrons, jusqu'à 20 ans après exposition.
- Radiodermite chronique: une peau atrophique avec des ulcérations torpides tenaces évoluant vers un cancer.

2/ Effets génétiques: concernant la descendance :
- Anomalies chromosomiques
- Mutations génétiques
Lorsque ces anomalies touchent les cellules gonadiques, il y a risque de transmission à la descendance.

## Effets tératogènes
Les effets tératogènes sont des effets qui surviennent sur l'embryon dans le cas d'une exposition aux rayonnements ionisants après la fécondation.
En effet, durant l'embryogenèse et plus particulièrement du 9e au 60e jours de grossesse (organogenèse), le système nerveux central est plus sensible.
- Durant toute la période de pré-implantation, c'est généralement la loi du « tout ou rien » qui est observée. La mortalité des embryons est plus fréquente à partir de 0,1 Gy. Les malformations sont très rares mais possibles pour un embryon survivant à une forte dose.
- Durant l'organogenèse, les doses inférieures à 0,1 Gy entraînent peu de risques tandis que les doses supérieures à 0,2 Gy peuvent être à l'origine de malformations et de retard du développement.